# Geranium fallax
Geranium fallax är en näveväxtart som beskrevs av Ernst Gottlieb von Steudel. Geranium fallax ingår i släktet nävor, och familjen näveväxter. Inga underarter finns listade i Catalogue of Life.